# Émile Eisman Semenowsky
Émile Eisman Semenowsky, nascido Émile Eismann (Petrogrado, 19 de setembro de 1853 - Paris, 14 ou 31 de julho de 1918) foi um pintor franco-polonês-russo. Ele é conhecido principalmente por suas pinturas orientalistas de mulheres, mais precisamente da Argélia em 1890, onde destaca elementos cotidianos e tradicionais, como as roupas de mulheres argelinas em suas casas. 

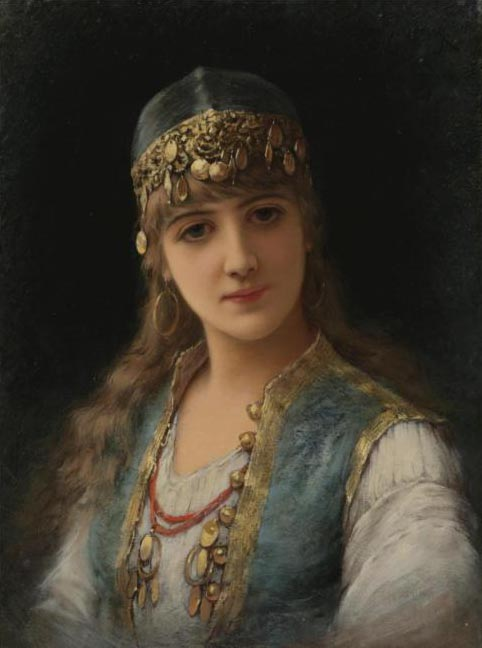
Beauté du harem, avant 1911.
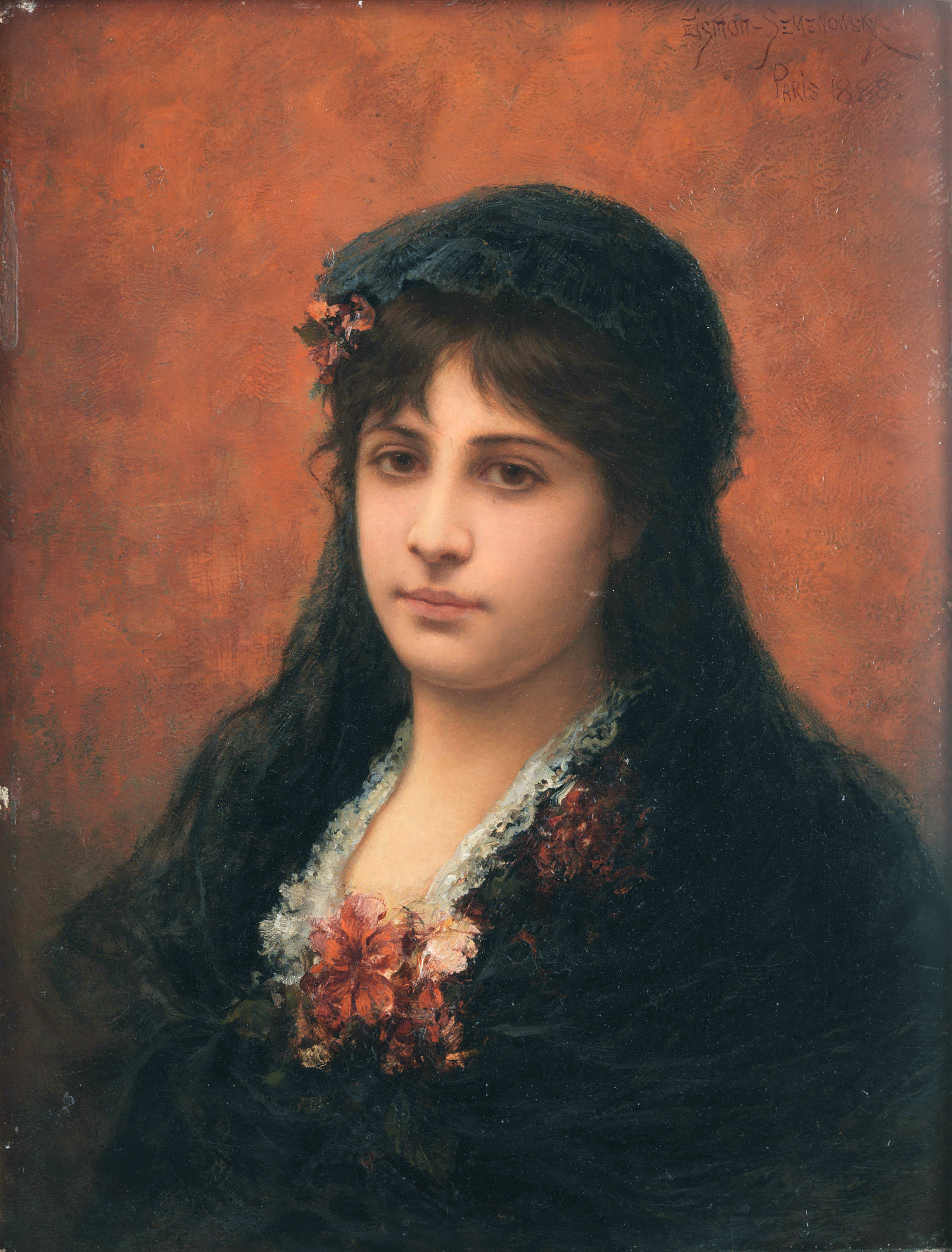
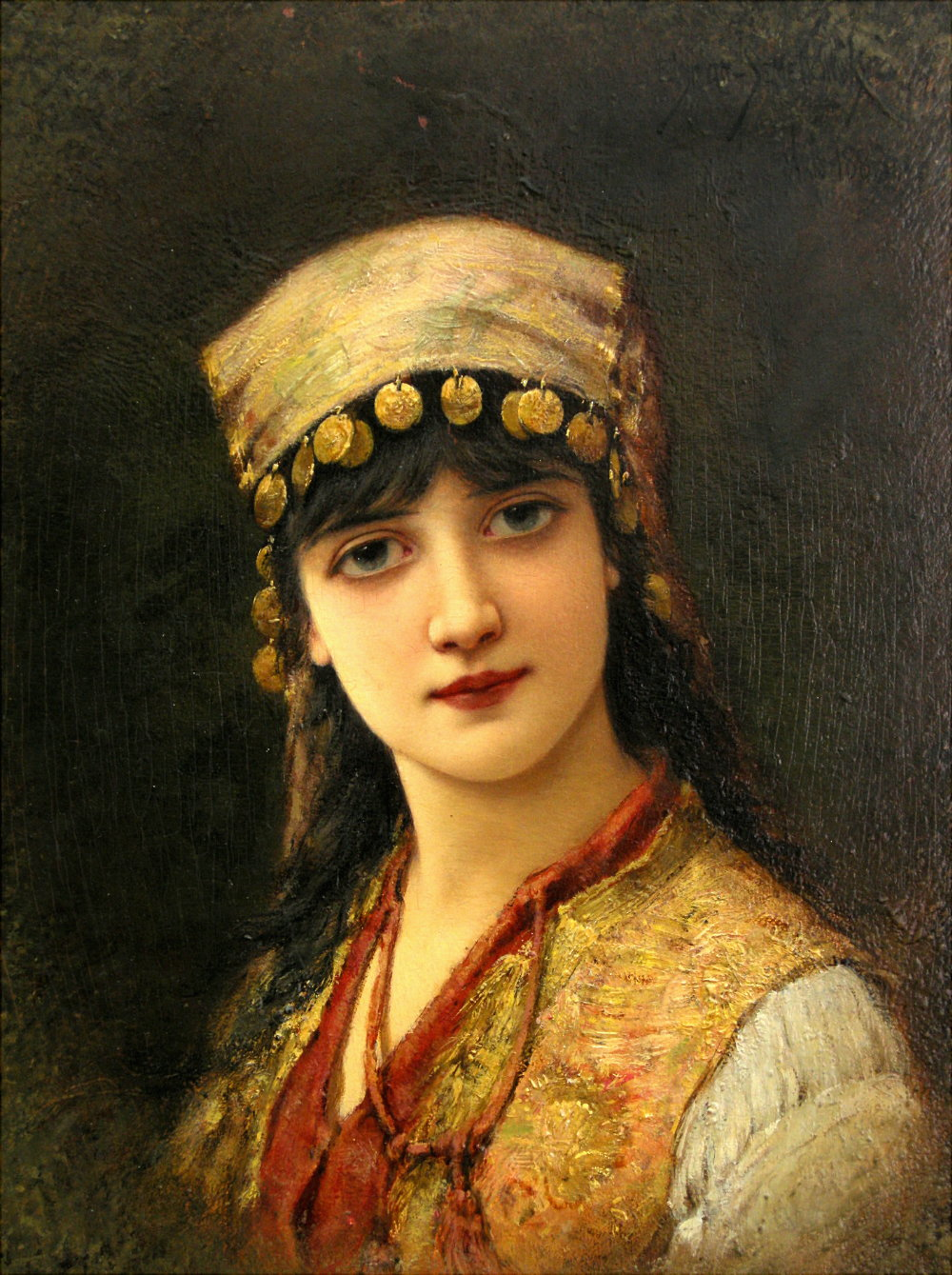
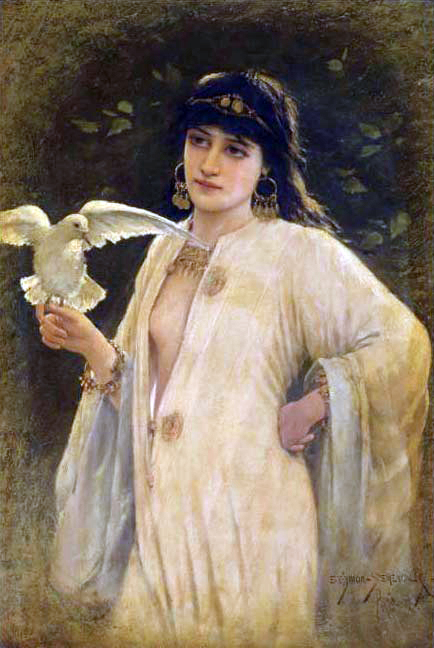